# Tumblong
Tumblong is een plaats in de Australische deelstaat New South Wales en telt 200 (binnen een straal van 7 km) inwoners (2006).